# Палладій (Відибіда-Руденко)
Палладій (в миру Петро Порфирович Віди́біда-Руде́нко; 29 червня 1891, село Стрільчинці, Брацлавський повіт, нині Немирівського району Вінницької області — 1 вересня 1971, Нью-Йорк) — громадський і церковний діяч, митрополит Константинопольської православної церкви.

## Біографія
Походить з родини псаломщика. Початкову освіту отримав у Стрільчинецькій церковно-парафіяльній школі, 1902 року продовжив навчання в Тиврівському духовному училищі, котре закінчив 1908. 1911 його виключили з семінарії за «малоуспішність і погану поведінку» — насправді за прихильність до українського руху. Вимушено перебував у Сибіру, 1913 року у Томську отримав «білий білет», тобто звільнення від служби в армії.
Повернення на Поділля у другій половині 1914 року збіглося із початком Першої світової війни. Не маючи можливості працювати на священицькій ниві, долучився до праці в кооперації. Допоміг започаткувати в кінці 1914 Стрільчинецьке кредитне товариство, почав працювати у Губернській касі дрібного кредиту як практикант з кооперації. 1915 року читав лекції на кооперативних курсах Губернської земської управи, для всіх охочих вони проводилися безкоштовно у Гайсині, Тульчині та Могилеві-Подільському. Після організації Подільського союзу кредитних і ощадно-позичкових товариств у вересні 1915 голова правління Д. Маркович запросив його на посаду ревізора-інструктора. За короткий час організував новий відділ — опікувався облаштуванням нових кредитних товариств, надавав практичну допомогу, та ревізував роботу установ, організовував культурно-масову роботу союзу.
Закінчив Кам'янець-Подільську духовну семінарію, математичний факультет Університету святого Володимира у Києві (1916).
Працював у кредитній кооперації у Вінниці. В березні 1917 на зборах уповноважених Подільського кредитного союзу обраний членом правління. З огляду на те, що голова Д. Маркович активно зайнявся політичними питаннями, вирішення всіх господарських справ взяв на себе заступник Відибіда-Руденко.
За його участі було створено кооперативне видавництво «Воля», часописи «Подільська воля», «Бюлетень Союз-банку», поширювалася всеукраїнська газета «Народна Воля», інші національно орієнтовані видання.
В серпні 1917 року разом з Д. Марковичем, як представник від Подільського союзу, опинився у складі обраного форумом Центрального українського кооперативного комітету.
Активний діяч ТУП (Товариство Українських Поступовців), член УЦР (Українська Центральна Рада). За об'єднавчим списком від УПСР, УСДРП та Української селянської спілки 12 листопада 1917 був обраний депутатом Всеросійських установчих зборів.
23 червня 1918 був заарештований з наказу повітового старости Гусакова, після клопотань 5 липня звільнений.
Від листопада 1918 — завідувач фінансового відділу УНР (Українська Народна Республіка), від 1919 — заступник міністра фінансів УНР.
Займав активну громадянську позицію: один із засновників Союзу подільських українців, був членом Губернської української ради, членом Вінницьких земських зборів, Губернської управи, радний Вінницької міської думи.
Від 1921 — священик на Волині, член Духовної консисторії. Від 1934 — у Варшаві: секретар Митрополичої канцелярії, управитель Емеритальної каси православного духовенства у Польщі. 1935 прийняв чернецтво. У лютому 1941 митрополитом Діонисієм висвячений на архієпископа Краківського і Лемківського у Генеральній губернії, згодом — також Львівського (Польської православної церкви). 22 вересня 1941 року Києві діячі УАПЦ відновили Всеукраїнську Православну Церковну Раду, головою було обрано Палладія Відибіду-Руденка (проте, він і на далі не був членом УАПЦ).
Підтримав призначення митрополитом відновленої УАПЦ Полікарпа (Сікорського).
У 1944 році евакуювався до Німеччини, де не приєднався до жодної з наявних на Заході українських юрисдикцій, і певний час продовжував вважати своїм першоієрархом митрополита Діонісія (Валединського). Деякий час він займався організацією своєї пастви в таборах для переміщених осіб у Західній Німеччині.[джерело?]
Від 1950 — у США, де з 1951 почав створивати власні парафії і 7 травня 1952 року приєднався до Російської Північноамериканської митрополії з титулом "єпископа Бруклінського", вікарія митрополита Леонтія (Туркевича), проте, того самого року залишив цю юрисдикцію. Врешті, 14 жовтня 1954 року, ним та архієпископом Ігорем (Губою) було проголошено створення Української автокефальної православної церкви у вигнанні (чи екзилі) під юрисдикцією Константинопольського патріарха (проте, ця декларація залишилася нереалізованою, навіть якщо архієпископ Палладій співслужив з грецькими єрархами і входив до Постійної конференції канонічних православних єпископів у Америках (SCOBA)).